# Overlade Sogn
Overlade Sogn er et sogn i Vesthimmerlands Provsti (Viborg Stift).
Bjørnsholm Sogn, der havde Vitskøl Kloster som sognekirke, blev delt i 1917. Ranum Sogn blev udskilt, og resten ændrede navn til Overlade Sogn. Det hørte til Års Herred i Aalborg Amt. Overlade Kirke var opført i 1916 og har inventar fra den gamle klosterkirke.
Overlade sognekommune blev ved kommunalreformen i 1970 indlemmet i Løgstør Kommune, der ved strukturreformen i 2007 indgik i Vesthimmerlands Kommune.
I Overlade Sogn findes følgende autoriserede stednavne:
- Bjørnsholm Bugt (vandareal)
- Bjørnsholm Strand (bebyggelse)
- Blødhøj (areal)
- Borregård (bebyggelse, ejerlav)
- Lundgård (landbrugsejendom)
- Lundgårds Mark (bebyggelse)
- Munksjørup (bebyggelse, ejerlav)
- Overlade (bebyggelse, ejerlav)
- Padkær Mark (bebyggelse)
- Rønhøj (areal)
- Sønderlade (bebyggelse, ejerlav)
- Trend (bebyggelse)
- Trend Huse (bebyggelse)
- Trend Strand (bebyggelse)
- Vester Faldgårde (bebyggelse, ejerlav)
- Øster Faldgårde (bebyggelse, ejerlav)